# Robert Pschorr

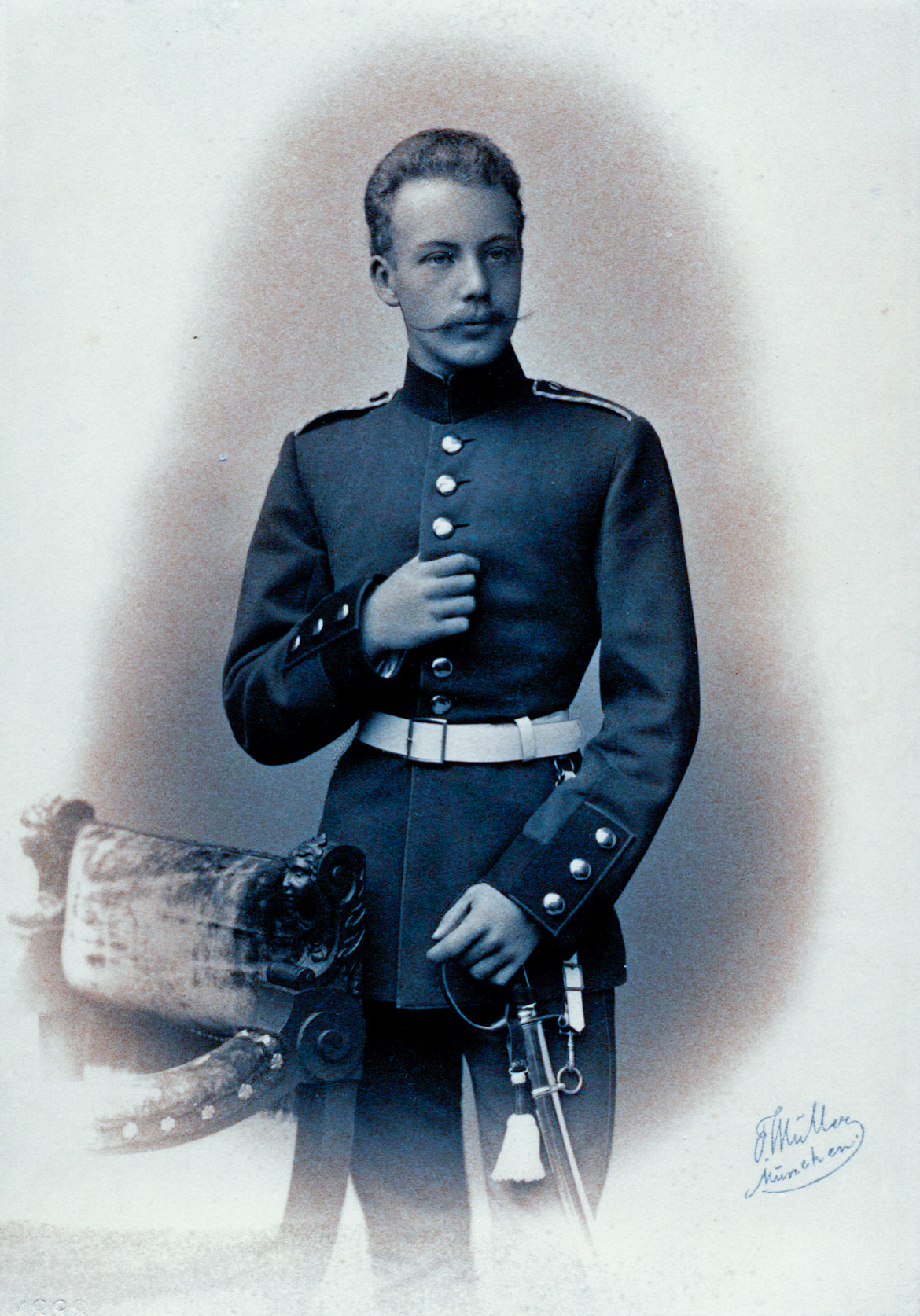
Robert Pschorr, etwa 1914

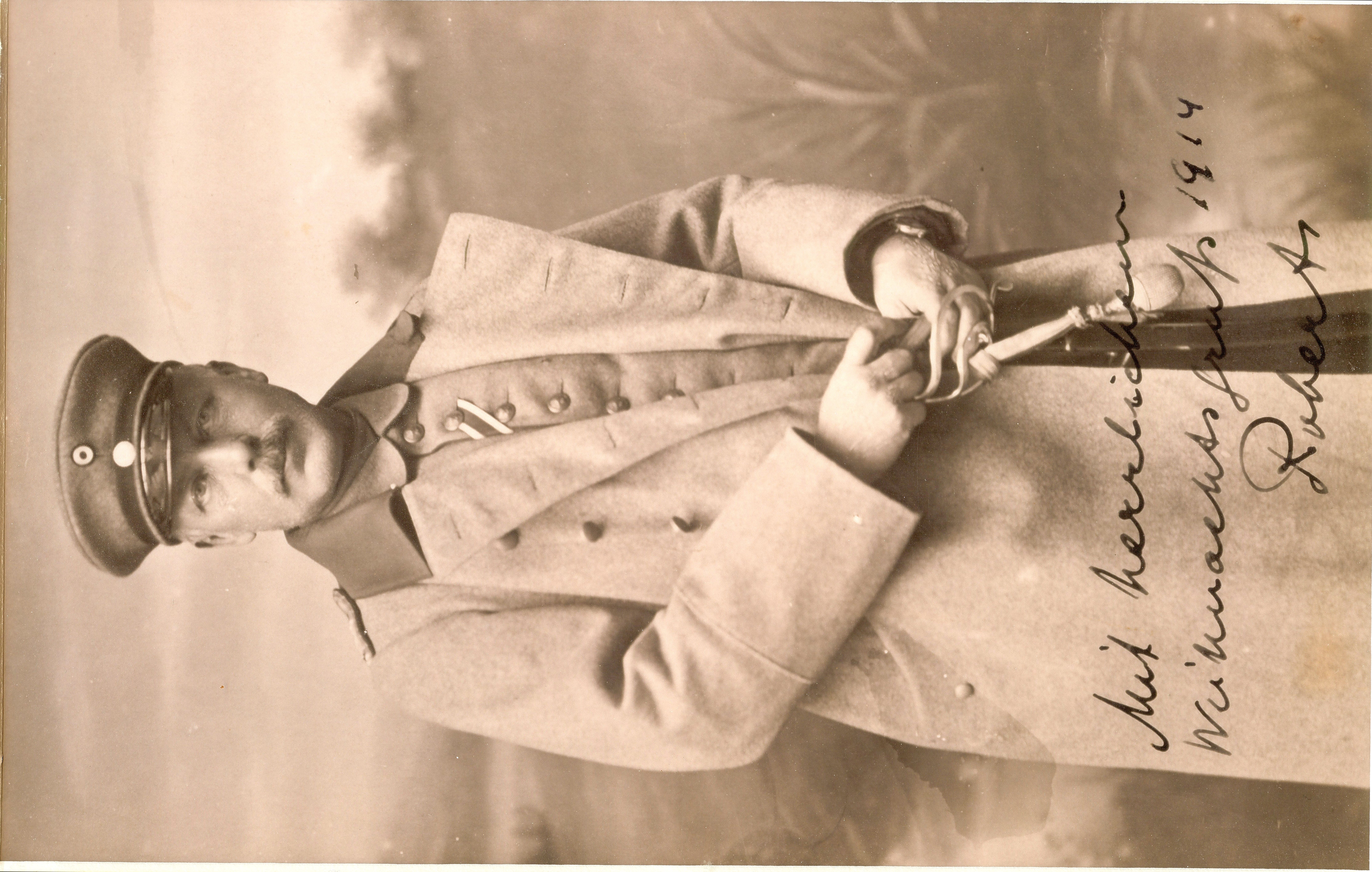
Robert Pschorr Grußkarte aus dem Jahr 1914

Robert Franz Pschorr (* 4. Dezember 1868 in München; † 23. Februar 1930 ebenda) war ein deutscher Chemiker. Sein Fachgebiet war die Organische Chemie.

## Leben
Robert Pschorr wurde 1868 in München als jüngster von vier Söhnen des Brauereibesitzers Georg Pschorr II (1830–1894) geboren. Er studierte an der Ludwig-Maximilians-Universität München Chemie und wurde 1889 im Corps Franconia München recipiert. Als Inaktiver wechselte er an die Universität Zürich. An der Universität Jena wurde er zum Dr. phil. promoviert. Sein Doktorvater war Ludwig Knorr. In seiner Doktorarbeit befasste sich Pschorr mit Heterocyclen, namentlich den Pyrazolen, anschließend mit Opiumalkaloiden. Eine Weltreise, die er 1896 mit Herbert von Meister unternahm, unterbrach seine experimentellen Arbeiten. Nach seiner Rückkehr fand Pschorr im Laboratorium von Emil Fischer in Berlin Gelegenheit zu selbstständiger Forschung. 1899 habilitierte sich Pschorr in Berlin. Im April desselben Jahres heiratete er Tilla Scherer.
Durch den stufenweisen Abbau des Apomorphins und des Thebains konnte Pschorr die Spaltprodukte aus beiden Reihen in ihren gegenseitigen Beziehungen belegen und interpretieren. Pschorr wirkte seit April 1914 als Nachfolger von Carl Liebermann als Professor für Organische Chemie an der Technischen Hochschule Charlottenburg. Kurz nach Beginn des Ersten Weltkrieges wurde Pschorr als Hauptmann der Reserve a. D. des Königlich Bayerischen 1. Feldartillerie-Regiments „Prinzregent Luitpold“ einberufen. Er zog als Chef der 4. Infanterie-Munitionskolonne vom III. Königlich Bayerischen Armee-Korps ins Feld. Am 8. Juli 1915 als Major charakterisiert, blieb er vier Jahre Soldat. Als er 1920 als Hochschullehrer an die TH Charlottenburg zurückgekehrt war, wurde er zum Rektor gewählt. Sein wichtigster akademischer Schüler ist Alexander Schönberg.

## Wissenschaftliche Bedeutung
In der Absicht, die Isomerie der Phenanthrene aufzuklären und dadurch die Morphine  aufzuhellen, bemühte sich Pschorr um die Synthese von vorhersehbar verknüpften Phenanthren-Derivaten. Durch Perkin-Reaktion von ortho-Nitrobenzaldehyd mit Natriumphenylacetat (oder einem Derivat) in Gegenwart von Acetanhydrid entsteht hauptsächlich cis-α-Phenyl-o-nitrozimtsäure, die man über das Amin in das Diazoniumsalz umwandelt. Dieses geht schließlich unter Abspaltung von Stickstoff und Chlorwasserstoff in Phenanthren-9-carbonsäure über, wobei Kupferpulver als Katalysator eingesetzt wird (Pschorr-Cyclisierung).